# 대니얼 벤잘리
대니얼 벤잘리(Daniel Benzali, 1950년 1월 20일 ~ )는 미국의 배우이다.
리우데자네이루에서 태어났다.

## 출연 작품
- 빌리버스 (2007년)
- 데드 히트 (2002년)
- 베가스, 시티 오브 드림스 (2001년)
- 그레이 존 (2001년)
- 스크류드 (2000년)
- 보스 (1999년)
- 올 더 리틀 애니멀 (1998년)
- 폭력의 종말 (1997년)
- 머더 1600 (1997년) - 닉 스파이킹스 요원 역
- 권력자 콘 (1992년)
- 저공 비행 (1992년)
- 라스트 아파치 (1992년)
- 제이제이 (1992년)
- 코펜하겐의 백야 (1991년)
- 죽음의 전쟁 (1990년)
- 베트남 최후의 날 (1989년)
- 금지된 자유 (1989년)
- 죽음의 사자 (1988년)
- 새빨간 거짓말 (1987년)
- 최후의 패튼 (1986년)
- 사랑의 상대성 (1985년)
- 백야 (1985년)
- 007 뷰 투 어 킬 (1985년)

### 텔레비전
- LA 로 (1986년)
- 법과 질서 (1990년)
- 회색 게임 (1995년)